# Aglais milberti
Aglais milberti je druh středně velkého motýla z čeledi babočkovití vyskytujícího se v Severní Americe.

## Popis

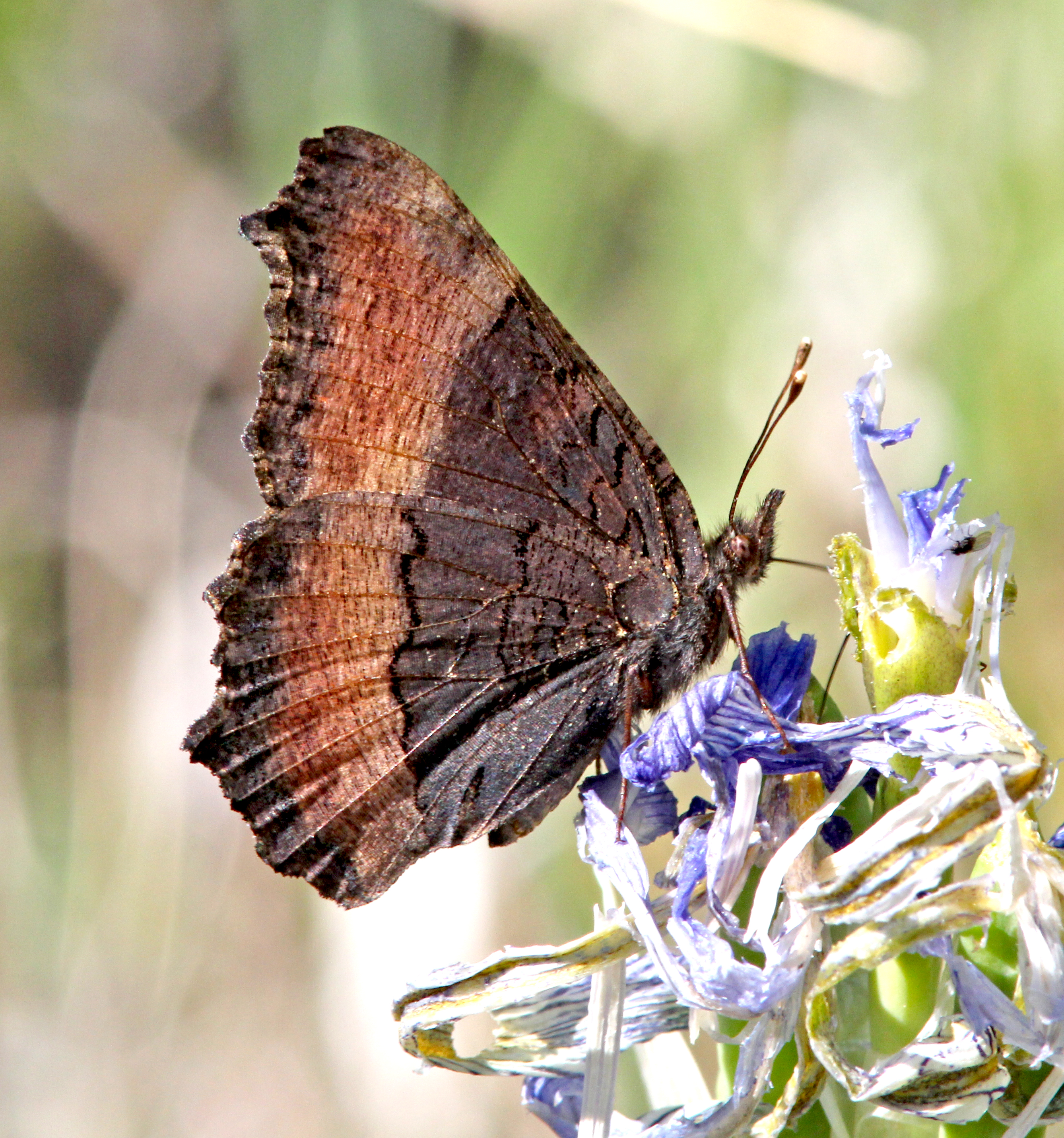
Spodní strana křídel

Horní strana křídel je černá se širokým oranžovým pruhem, který na svém vnitřním okraji postupně přechází do žluté barvy. Špička předního křídla je zakončena hranatě. Na obou křídlech je úzký černý okraj; na spodním okraji zadních křídel se můžou vyskytovat modré skvrny. V černé oblasti u hlavy jsou dvě oranžové skvrny. Na okraji obou křídel je úzký černý okraj. Rozpětí křídel se pohybuje v rozmezí 4,2–6,3 cm.

## Výskyt
Aglais milberti se vyskytuje v celé Kanadě a Aljašce na jih od tundry, obývá také celý západ a severovýchod Spojených států. Chybí v Jižní Karolíně, Georgii a ve státech od Floridy po Texas. Preferuje vlhké oblasti poblíž lesů, vlhké pastviny, bažiny a lesní stezky. Dospělci létají od dubna do října.

## Vývoj

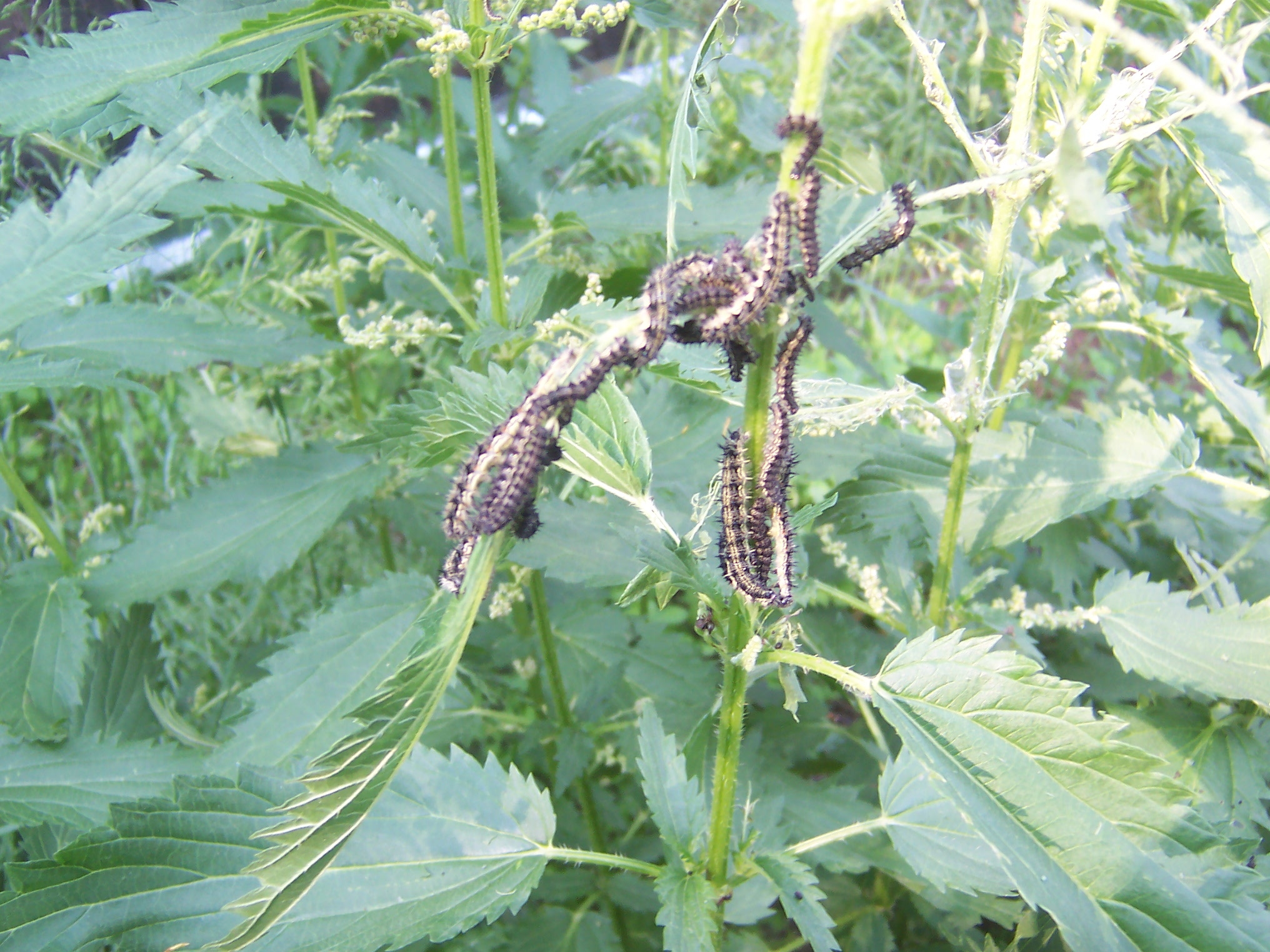
Larvy na kopřivě

Během jednoho roku se můžou vyskytovat 2–3 generace. Světle zelená vajíčka jsou kladena na spodní stranu listů živné rostliny (většinou na kopřivu dvoudomou) a to až po 900 vajíčkách. Larvy jsou černé a ostnaté. Mladé larvy žijí na živné rostlině ve společných hnízdech, dospělé larvy žijí jednotlivě. V dospělosti přezimují. Kukly jsou šedé nebo světle zlatozelené s tmavě hnědými skvrnami. Dospělci se živí na bodlácích, zlatobýlu a šeříku.

## Poddruhy
Aglais milberti má 4 poddruhy:
- Aglais milberti ssp. milberti – nominátní poddruh
- Aglais milberti ssp. pullum
- Aglais milberti ssp. subpallida
- Aglais milberti ssp. viola